# Golden Spike Company

Logotipo da Golden Spike Company.

A Golden Spike Company é uma empresa startup estadunidense de  transporte espacial fretado para negócios no Colorado com o objetivo de oferecer serviços de transporte espacial comercial privado à superfície lunar. O nome da empresa é em referência ao Golden Spike, colocado na Primeira Ferrovia Transcontinental após a sua conclusão.

## Fundadores
A Golden Spike foi fundada por Alan Stern, administrador associado da NASA para a ciência em 2007-2008, e Gerry Griffin, ex diretor do Centro Espacial Johnson da NASA, é o Presidente do Conselho. Os membros adicionais do conselho de administração incluem os empresários Esther Dyson e Taber MacCallum, cofundador e diretor executivo da Paragon Space Development Corporation. Outros conselheiros incluem o ex Presidente da Câmara dos Representantes dos Estados Unidos Newt Gingrich, o ex gerente responsável pelos ônibus espaciais da NASA Wayne Hale, autor e engenheiro aeronáutico Homer Hickam, e o ex governador do Novo México Bill Richardson.

## Módulo lunar
Em janeiro de 2013, a Golden Spike Company contratou a Northrop Grumman para a concepção de um novo módulo lunar, como um componente de seu programa lunar comercial. As tarefas contratadas incluem "uma revisão das condições e sintetizar um conjunto de regras básicas de estudo e suposições enfatizando a confiabilidade do sistema, o comando operacional automatizado e acessibilidade, estabelecer velocidade, orçamentos para órbita lunar baixa e para locais de pouso lunar, explorando uma ampla variedade de opções de conceito de módulo lunar, incluindo estadiamento, propulsores, motores, reutilização, a autonomia, a capacidade dos sistemas de exploração, bem como a flexibilidade do local de pouso, e estabelecer o espaço de comércio de design e limites pragmáticos para futura análise e desenvolvimento mais detalhado.